# شهاب

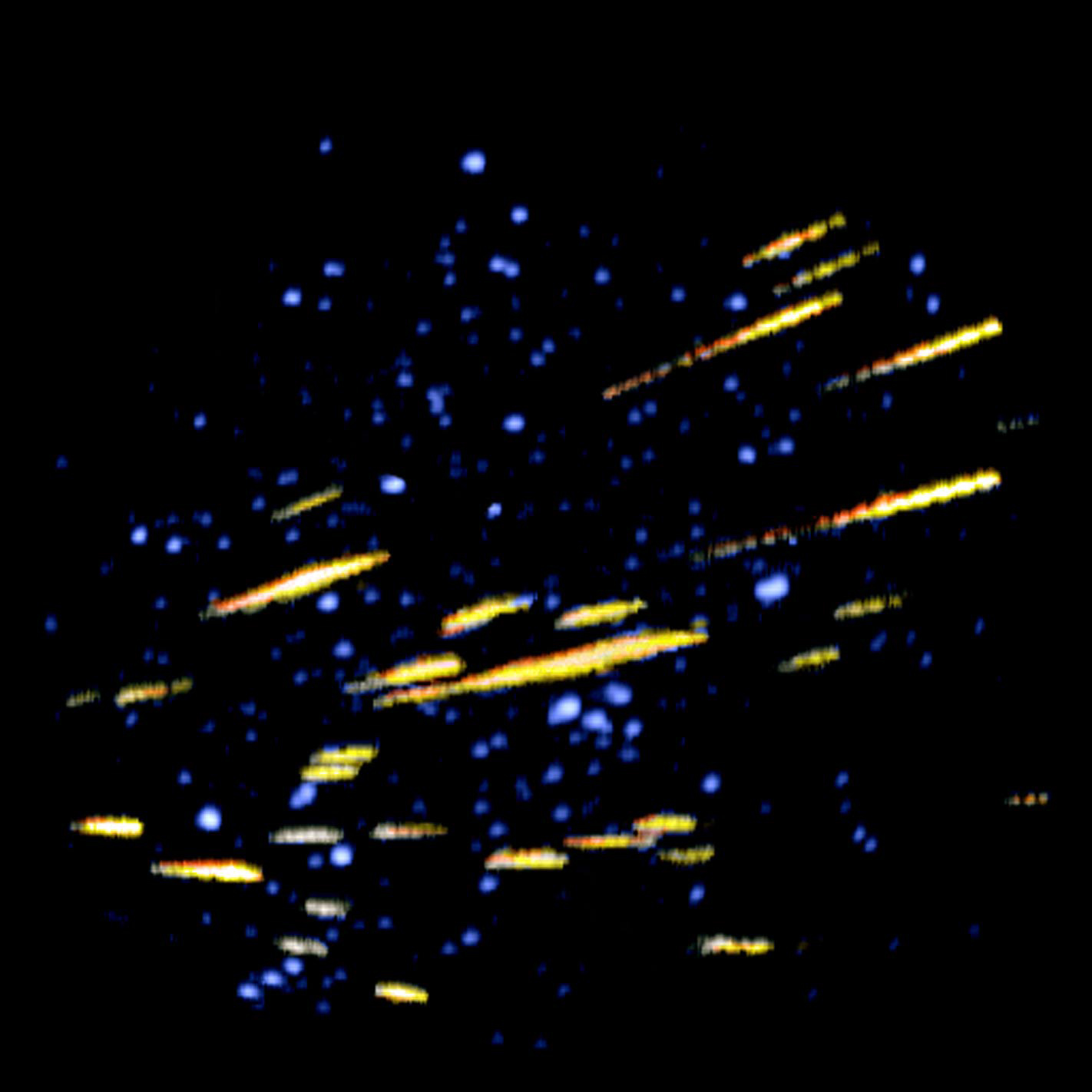
شهاب

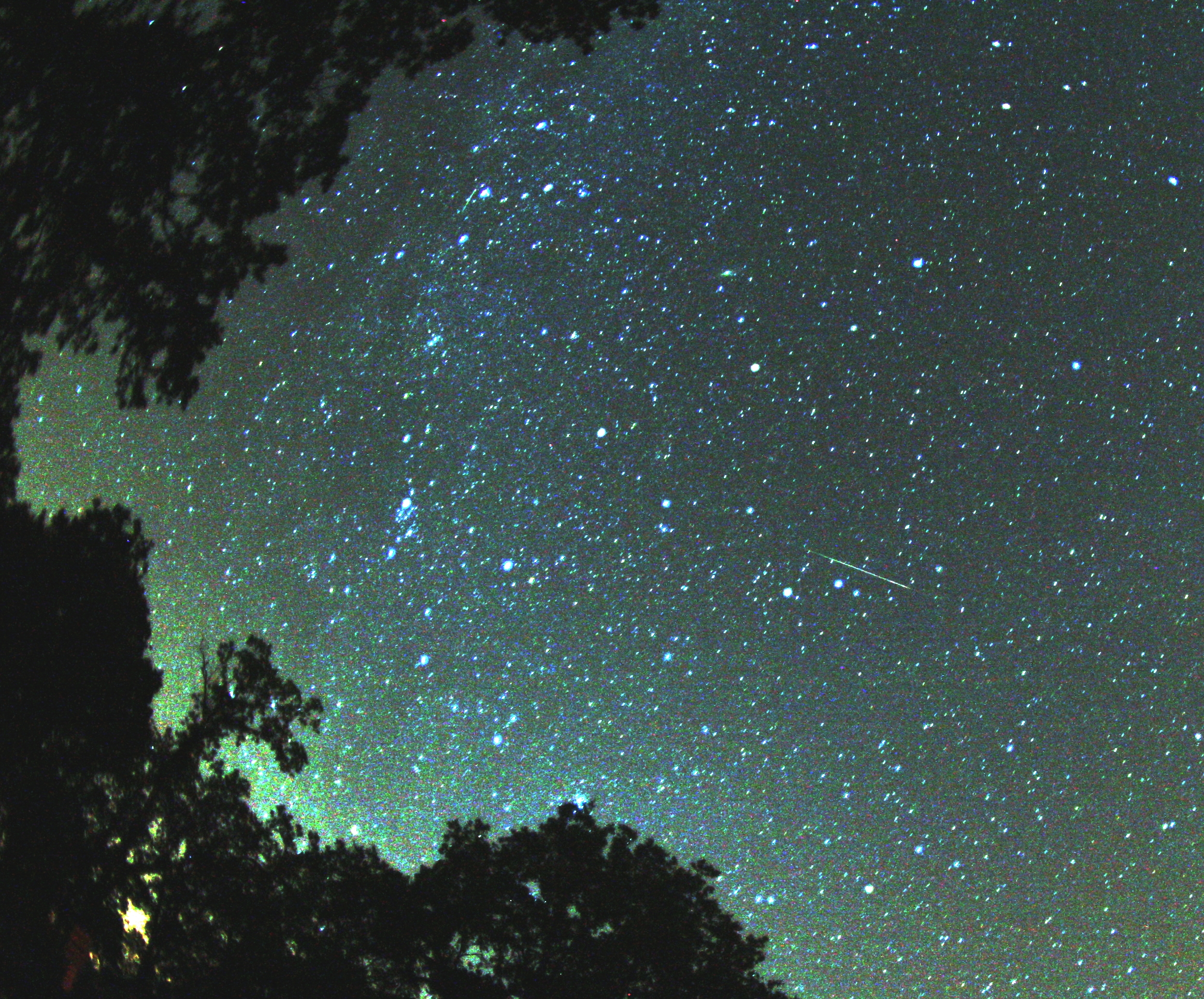
شهاب في السماء

الشِهَاب هو الشعلة من النار، وهو جرم سماوي يسبح فِي الفضاء فَإِذا دخل فِي جو الأَرْض اشتعل وَصَارَ رَمَادًا، وذلك في المتكور الأوسط ومعظمها يتراوح ارتفاعه ما بين 75 كيلومتر و100 كيلومتر.
تحدث الرؤية نتيجة احتكاك الهواء الذي يتولد عنه ارتفاع درجة حرارة النيزك، الأمر الذي يجعل النيزك يتوهج وينشأ عنه ذيل مضيء من الغازات وجسيمات النيزك المنصهرة. وتشتمل الغازات على مواد نيزكية متبخرة وغازات من الغلاف الجوي والتي ترتفع حراراتها بشدة عندما يمر النيزك من خلال الغلاف الجوي. وجدير بالذكر أن معظم الشهب تستمر مدة توهجها لما يقرب من الثانية.
ومن الممكن أن تحدث الشهب أيضًا في شكل وابل عندما تمر الأرض عبر مجموعة من الكتل الحجرية المتخلفة عن أحد المذنبات، ومن الممكن أن يحدث الشهاب أيضًا كشهاب وحيد (شهاب لا يترافق مع وابل الشهب أو سيلها المتكرر بانتظام) دون أن يرتبط حدوث ذلك بسبب معين. ولكن تتم رؤية الشهب بوضوح شديد عندما تحدث في شكل وابل شهبي.